# Seirocastnia panamensis
Seirocastnia panamensis är en fjärilsart som beskrevs av George Francis Hampson 1901. Seirocastnia panamensis ingår i släktet Seirocastnia och familjen nattflyn. Inga underarter finns listade.